# Maxime Adam-Tessier
 (décembre 2018).
Maxime Adam-Tessier (Rouen, 2 juin 1920 - Paris 15e, 9 juin 2000) est un sculpteur français.

## Biographie
Ancien élève du lycée Corneille à Rouen, il suit les cours de l'Académie Julian à Paris de 1941 à 1945. Il expose un buste d'enfant au salon d'automne en 1943. Il expose régulièrement au Salon des réalités nouvelles.
Il a enseigné pendant plus de vingt ans au Royal College of Art à Londres,.

## Distinctions
- Officier de l'ordre des Arts et des Lettres.

## Œuvres majeures
- Boréale, bas-relief en acier à la gare de la Défense (1969)
- 80 portraits de Gustave Flaubert
- Les fonts baptismaux, porte du tabernacle et autel[6] de l'église Notre-Dame-des-Pauvres d'Issy-les-Moulineaux.